# I Broadcast
«I Broadcast» —en español: «Yo transmito»— es una canción de la banda de rock británica Blur. Es el quinto y último sencillo de su octavo álbum de estudio The Magic Whip.

## Video musical
El video musical para «I Broadcast», dirigido por Tony Hung, fue publicado en YouTube el 8 de septiembre de 2015, presenta videos aleatorios, tanto de fans como de varios conciertos de Blur, que probablemente se enviaron a la banda a través de un concurso o solicitud de videos.

## Personal
- Damon Albarn – voz
- Graham Coxon – guitarra eléctrica
- Alex James – bajo
- Dave Rowntree – batería